# Jean-Baptiste von Eptingen
Le baron Jean-Baptiste Ferdinand Sébastien d’Eptingen, en allemand Johann Baptist Ferdinand Sebastian von Eptingen, né le 10 décembre 1714 à Neuwiller et mort le 28 mai 1783 à Mergentheim, est un grand-maréchal héréditaire de l'évêché de Bâle.

## Biographie
Fils de Conrad-Antoine von Eptingen et de Jeanne-Catherine von Ramschwag (de), il suit la carrière des armes et entre au régiment de Rose-cavalerie en 1735. Il sert successivement l'Autriche, la Saxe, le roi de Pologne et le prince-évêque d'Augsbourg.
Le 1er mars 1758, il est nommé au commandement du régiment d'infanterie de l'évêché de Bâle, au service du roi de France, qui vient juste d'être créé. 
Promu brigadier des armées du roi de France en 1762, il prend part à la prise de la Corse en 1768 et passe maréchal de camp en 1770.
Il était lieutenant du grand maître de l'Ordre Teutonique, dont il était chevalier.

## Sources
- Damien Bregnard, « Eptingen, Jean Baptiste von » dans le Dictionnaire historique de la Suisse en ligne.
- Notices d'autorité :   - VIAF
  - GND
- Notice dans un dictionnaire ou une encyclopédie généraliste :   - Dictionnaire historique de la Suisse